# Monte Lovćen

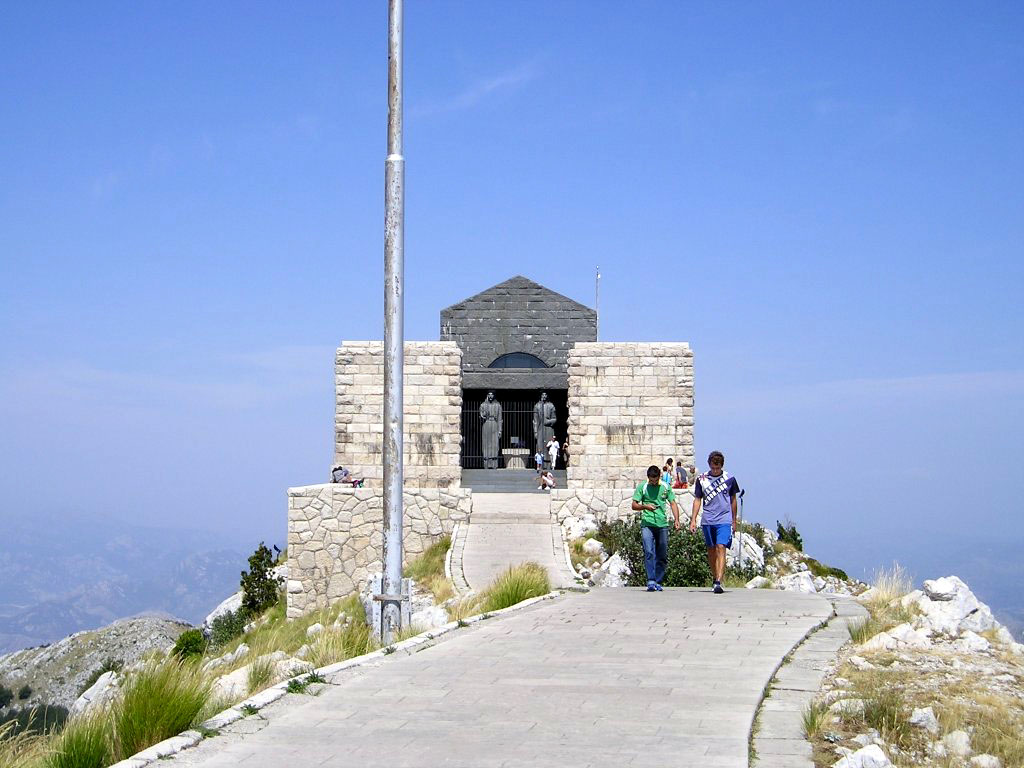
Mausoleo de Njegoš en la cima de Jerzerski

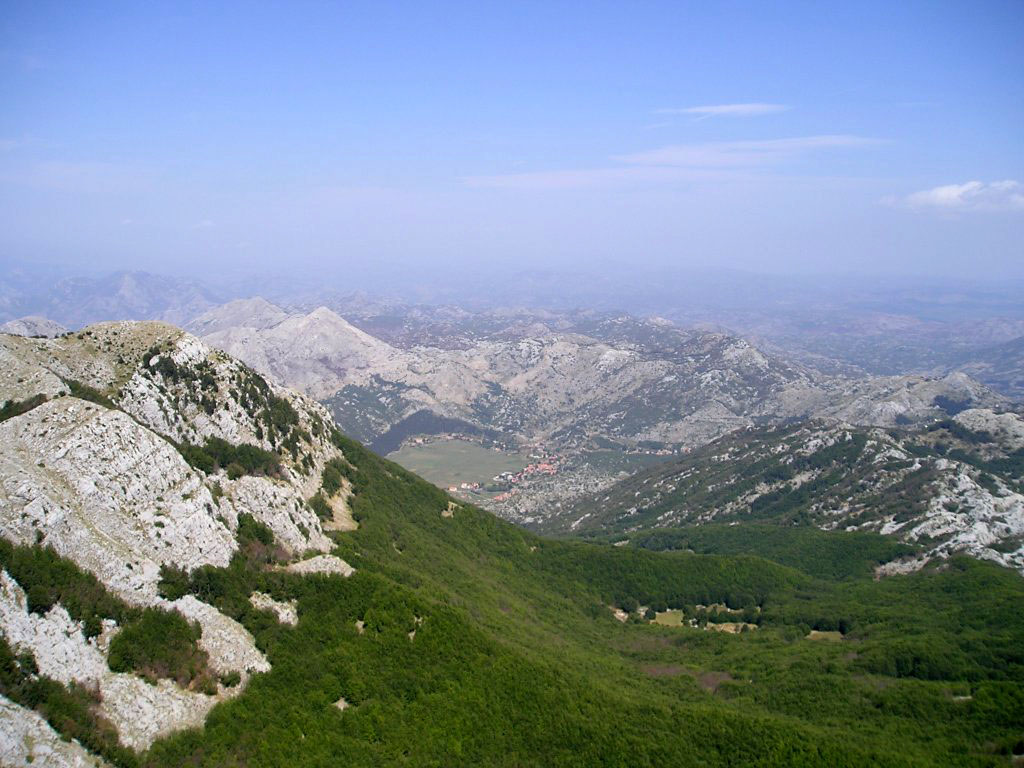
Parque nacional de Lovćen con el bosque de hayas que cubre las zonas altas.

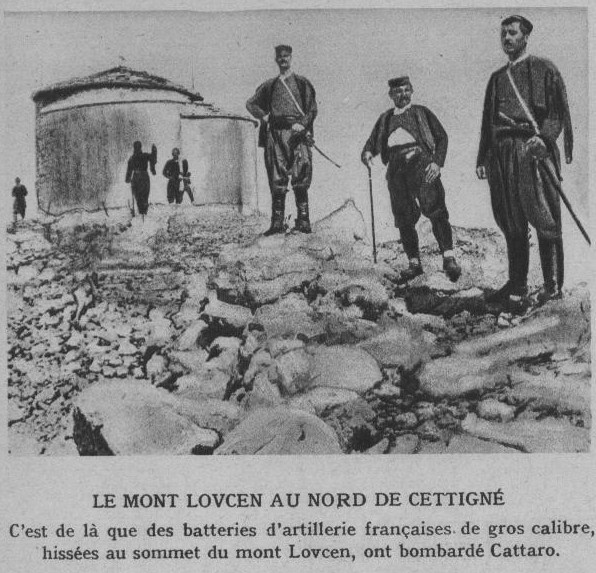
Tropas montenegrinas en la cima de Lovćen, en octubre de 1914. Se puede apreciar la capilla antigua.

El monte Lovćen está incluido en el parque nacional Lovćen, situado en el noroeste de Montenegro, a orillas del mar Adriático, cerrando la bahía de Kotor por encima del pueblo costero de Kotor. 
La montaña consta de dos cimas, Štirovnik (1.749 m) y Jezerski vrh (1.657 m). El roquedo es calcáreo de carácter kárstico, lleno de grietas, fisuras, cavidades y profundas depresiones. Forma parte del extremo sur de los Alpes Dináricos, que es la zona más karstificada. Por su situación, entre el mar Mediterráneo y los Balcanes, separa dos ecosistemas y dos climas completamente diferentes. Por encontrarse bajo la influencia de ambos, posee una gran riqueza natural, con 1.158 especies de plantas, de las que cuatro son endémicas. 
En el parque hay otras dos cimas: el monte Babljak (1,604 m), en el área central de  Lovćen area, al sur de Štirovnik, y Treštenik (1,489 m), al sur de Jezerski vrh y la planicie de Ivanova Korita. En la ladera oriental de Jezerski hay un pequeño lago, Lovćensko Jezero, a 1.620 m de altitud.
Desde la cima de Jezersky puede verse el monte Orjen, parte de la bahía de Kotory el monte Rumija hacia el sur; al este, la sierra de Prokletije y otras montañas de Montenegro como Vojnik, Njegoš, Komovi, Durmitor, la ciudad de Cetiña y el lago de Skadar. En los días muy claros, puede verse la costa italiana.

## Parque Nacional
El parque nacional Lovćen comprende el centro y la zona más elevada del macizo, y cubre una superficie de unas 64.000 hectáreas. Fue declarado parque nacional en 1952 con la intención de proteger el patrimonio histórico, cultural y arquitectónico de la zona, pues en su interior se encuentran numerosas construcciones típicas del país: asentamientos antiguos en pequeñas poblaciones y casas pastoriles para el verano llamadas katuns.
También se considera una reliquia arquitectónica la carretera en forma de serpentina que desciende hasta Kotor desde el pueblo de Njeguši, salvando un desnivel de casi mil metros con 25 curvas numeradas. En el pueblo de Njeguši se encuentra la casa natal de la familia real de Petrović, la familia reinante en Montenegro desde 1696 hasta 1918.
En la cima de Štirovnik, la más alta del parque (42°23’58 N, E 18°49’08’' E), con 1.749 metros de altitud, se encuentra una antena de comunicaciones y su acceso no está permitido.

## El mausoleo
El mayor y más importante monumento del parque nacional es el mausoleo de Petar II Petrović-Njegoš, soberano y príncipe obispo de Montenegro entre 1830 y 1851, situado en la cima del pico Jezerski, de 1.675 metros. Los cimientos del mausoleo se entierran seis metros en la roca de la montaña. Se puede acceder siguiendo la carretera desde Cetiña, unos 20 km, hasta el pie de los 461 escalones que acceden al monumento, atravesando en parte la montaña a través de un túnel de 125 metros de longitud y 60 metros de desnivel. El  mausoleo tiene 37 m de longitud, 15,4 m de anchura y 11 m de altura. Detrás del mausoleo, el camino conduce a un mirador sobre el parque.
El príncipe Petar pidió expresamente ser enterrado en una pequeña capilla que se había construido mientras vivía en la cima del monte. La capilla original fue destruida durante la invasión del ejército austrohúngaro en 1916. Sus restos fueron entonces trasladados al monasterio de Cetiña y enterrados en la capilla reconstruida por el rey Alejandro I de Yugoslavia en la década de 1920. Sin embargo, el gobierno comunista posterior destruyó esa capilla y construyó el mausoleo monumental en estilo secesión de Viena que vemos ahora, diseñado por Ivan Meštrović, que nunca puso los pies en la montaña.

## LaPrimera Guerra Mundial
Con el estallido de la Gran Guerra, Montenegro fue la primera nación en ayudar a Serbia. El rey Nicolás I de Montenegro ordenó a su ejército, el 8 de agosto de 1914, atacar la base naval del imperio austro-húngaro de las Bocas de Kotor, la base más meridional del Adriático. El ataque empezó ese mismo día, y el crucero acorazado SMS Kaiser Karl VI (1900) devolvió el fuego. El 13 de septiembre, llegaron los refuerzos para el imperio austrohúngaro desde Pola en forma de tres acorazados dreadnought, SMS Monarch, SMS Wien y SMS Budapest, que superaron ampliamente las fuerzas de los montenegrinos.
Con la entrada de Francia en la guerra, estos pensaron que la captura de Kotor beneficiaría a su propia marina de guerra, y desembarcaron un destacamento de artillería con ocho cañones de 15 y 12 cm en el pueblo costero de Antiveri, actual Bar (Montenegro), al sur del país, los días 18 y 19 septiembre, bajo el mando del capitán de fragata Grellier, que tardó un mes  en llevar las baterías al sur del monte Lovćen. El 19 de octubre, los franceses abrieron fuego. El almirante Haus, del imperio austrohúngaro, envió como refuerzo el moderno SMS Radetzky, con ocho cañones de 30,5 y 24 cm. El 21 de octubre envío hidroaviones a tomar fotos de las posiciones enemigas y el 22 de octubre empezó un bombardeo que duró mil horas. Los franceses aceptaron la derrota y retiraron los cañones que no habían sido destruidos, pero en noviembre, el mando francés decidió atacar de nuevo Kotor y el Radetzky volvió a Pola el 18 de diciembre.
A principios de enero de 1916, la armada austrohúngara lanzó una ofensiva en Montenegro, con la asistencia del  SMS Budapest, que permitió a las tropas austrohúngaras tomar el paso de Lovćen el 10 de enero y las montañas adyacentes. El bombardeo de la montaña de Lovćen acabó por romper la moral de los montenegrinos, que aceptaron el armisticio dos días después.